# Szymon Lenkowski
Szymon Lenkowski (ur. 28 lutego 1981 w Rzeszowie) – polski operator filmowy, reżyser światła.

## Życiorys
Szymon Lenkowski w okresie szkolnym zajął I miejsce drużynowo i II miejsce indywidualnie w Ogólnopolskich Mistrzostwach w Obsłudze Mikrokomputerów. Był także stypendystą Krajowego Funduszu na rzecz Dzieci. 
Ukończył studia na Wydziale Operatorskim PWSFTviT w Łodzi oraz operatorską klasę mistrzowską László Kovácsa ASC i Vilmosa Zsigmonta ASC w Budapeszcie. Jest laureatem Srebrnej Kijanki za zdjęcia na festiwalu Camerimage. Jego film Siena pokazywany był na festiwalu w Cannes (2003); był uczestnikiem Berlinale Talent Campus w latach 2004 i 2005. 
Jest reżyserem światła do kilkunastu spektakli teatralnych i licznych widowisk telewizyjnych, autorem zdjęć do filmów krótkometrażowych, teledysków i filmów dokumentalnych. Zrealizował kilkadziesiąt reklam (m.in. dla Orange, Pekao SA, ING, Aegon, Pudliszki, Link4). W 2009, wraz z Piotrem Bujnowiczem, założył firmę produkcyjną Trailer and More. 
W 2009 Szymon Lenkowski zrealizował pełnometrażowy film fabularny „Jestem twój” w reżyserii Mariusza Grzegorzka. Za zdjęcia do tego filmu był nominowany do nagrody Złota Żaba w polskim konkursie festiwalu Camerimage. 
W 2010 zrealizował zdjęcia do pełnometrażowego filmu fabularnego Filipa Marczewskiego „Bez wstydu” z Agnieszką Grochowską i Mateuszem Kościukiewiczem w rolach głównych. Film zdobył nagrodę Civis Media Prize za najlepszy europejski film telewizyjny.
W 2012 pracował jako operator przy formatowaniu wizualnym nowego serialu telewizyjnego TVP „Wszystko przed nami”.
W 2015 wyprodukował wspólnie z agencją LVOV film reklamowy „Ostatnia butelka” dla marki J.A.Baczewski, który wygrał Grand Prix w kategorii Film na festiwalu Golden Drum, oraz trzy nagrody w konkursie kreatywnym KTR 2015.
W 2014 i 2015 zrealizował duży międzynarodowy film fabularny realizowany w Krakowie, oraz w Indiach, zatytułowany „Bangistan”.
W 2015 współtworzył zdjęcia do filmu dokumentalnego „Koniec świata”, który zdobył Nagrodę dla Najlepszego Filmu Krótkometrażowego na Międzynarodowym Festiwalu Filmów Dokumentalnych w Hot Springs w Stanach Zjednoczonych i tym samym tzw. kwalifikator oscarowy.
Od 2014 roku aktywnie realizuje inwestycje na rynku nieruchomości. Jako wiceprezes spółki Paradox Investment zrewitalizował w latach 2014–2021 ponad 6 budynków wielorodzinnych w Warszawie. Mieszka i pracuje w Warszawie.

## Filmografia

### Operator
- 2017 Lekarze na start, reż. Grzegorz Lewandowski, Janusz Skoczeń (odcinki 13-15, 45)
- 2017 Zygmunt Hübner. Gra z rzeczywistością, reż. Edyta Wróblewska
- 2015 Koniec świata, reż. Monika Pawluczuk
- 2015 Breathe, reż. Youssef Ouarrak
- 2015 Świt, reż. Igor Devold
- 2015 Bangistan, reż. Karan Anshuman
- 2013 Wszystko przed nami, reż. Piotr Wereśniak
- 2012 Bez wstydu, reż. Filip Marczewski
- 2009 Jestem twój, reż. Mariusz Grzegorzek
- 2008 Jak w niebie, reż. Filip Marczewski (48. Krakowski Festiwal Filmowy – Szymon Lenkowski – Nagroda prezesa TVP za najlepsze zdjęcia[4])
- 2007 Aria Diva, operator kamery, reż. Agnieszka Smoczyńska
- 2008 PRL de luxe, zdjęcia, współautor, reż. Edyta Wróblewska
- 2008 Kici, kici, zdjęcia, współautor, reż. Paweł Łoziński
- 2006 Nasiona, film dok. 28’, zdjęcia, reż. Wojciech Kasperski; Cieszyn (Wakacyjne Kadry) – nagroda za najlepszy debiut w sztuce filmowej w swojej specjalności: Złota Podkowa
- 2005 Jutro, film fabularny 10’, zdjęcia, reż. Leiv Igor Devold
- 2005 Janek, film fabularny 15’, zdjęcia, reż. Piotr J. Lewandowski
- 2005 Krasnoludki jadą na Ukrainę, film dok. 58’, zdjęcia, reż. Mirosław Dębiński
- 2004 If I were a fish, zdjęcia, reż. Tomasz Wolski
- 2004 Cyrano, film fabularny 17’, zdjęcia, reż. Filip Marczewski; nagroda pisma Kamera za zdjęcia
- 2004 Bieda ziemia, film. dok. 35mm 5’, zdjęcia, reż. Filip Marczewski
- 2004 Zwycięzcy i przegrani, film dok. 52’, zdjęcia, reż. Mirosław Dębiński
- 2003 Ostatni człowiek, zdjęcia, reż. Szymon Lenkowski
- 2002 Siena, film fabularny 4’, zdjęcia, reż. Szymon Lenkowski; Festiwal Sztuki Operatorskiej Camerimage – Srebrna kijanka[5]

### Producent
- 2018 Studniówk@, współproducent, reż. Alessandro Leone
- 2013 Kiedy będę ptakiem, współproducent, reż. Edyta Wróblewska
- 2013 Płynące wieżowce, współproducent, reż. Tomasz Wasilewski

### Reżyser zwiastunów, spotów telewizyjnych, making off i oprawy filmowej
- 2016 #WszystkoGra, reż. Agnieszka Glińska
- 2015 DISCO POLO, reż. Maciej Bochniak
- 2015 Pakt, reż. Marek Lechki
- 2014 Wataha, reż. Michał Gazda
- 2013 Bez tajemnic, reż. Wojciech Smarzowski
- 2012 Wałęsa. Człowiek z nadziei, reż. Andrzej Wajda, produkcja: Akson Studio
- 2011 Bez tajemnic, reż. Anna Kazejak-Dawid, Jacek Borcuch, produkcja : HBO Polska
- 2010 Różyczka, reż. Jan Kidawa-Błoński
- 2010 Generał Nil, reż. Ryszard Bugajski